# Isola del Piano
Isola del Piano este o comună din provincia Pesaro e Urbino, regiunea Marche, Italia, cu o populație de 543 locuitori (1 ianuarie 2023) și o suprafață de 23,3 km².

## Demografie
Isola del Piano - evoluția demografică

|  | Graficele sunt indisponibile din cauza unor probleme tehnice. Mai multe informații se găsesc la Phabricator și la wiki-ul MediaWiki. |

Date: Recensăminte sau birourile de statistică - grafică realizată de Wikipedia